# Burg Auenstein
Die Burg Auenstein sind die Ruinenreste einer Höhenburg im Ortsteil Oetzerau der Gemeinde Oetz im Bezirk Imst von Tirol.

## Geschichte
Auenstein dürfte in der Zeit um 1200 entstanden sein. Damals hatten die Grafen von Ronsberg nach dem Sturz des Welfen Heinrich dem Löwen die Nähe zu den stauferschen Kaisern gesucht und von diesen die Markgrafenwürde erhalten. Der Burg kam ursprünglich die Funktion eines Gerichtssitzes im Ötztal zu. Als die Ronsberger 1212 im männlichen Stamm ausstarben, ging der Besitz über die beiden Erbtöchter Irmgard und Adelheid an Graf Ulrich von Ulten, Markgraf Heinrich von Burgau und den stammverwandten Graf Gottfried von Marstetten über.
Die Burg Auenstein stand während des 13. Jahrhunderts hindurch im Mittelpunkt eines Konflikts zwischen dem Bischof von Brixen, den Grafen von Ulten, den Grafen von Ronsberg und den Grafen von Marstetten. Der Anspruch des Brixener Bischofs geht auf eine testamentarische Verfügung von Graf Ulrich zurück, der 1212 nach dem Aussterben der Grafen von Ronsberg das heimgefallene Reichslehen im Oberinntal bekommen hatte. Dieser verfügte, dass im Falle seines Todes bei einem Kreuzzug gegen die Muslime dieses Reichslehen und seine angestammten Rechte auf Burg St. Petersberg an das Hochstift Brixen gehen sollte. Dies war aber nicht der Fall, denn Graf Ulrich ist 1244 noch auf St. Petersburg, das damals Ulten hieß, nachgewiesen. Die Ultener haben 1248 ihren Nutzgenuß an dem St. Petersberger Eigen an Kaiser Friedrich II. verkauft, woraus das Reich 1263 eine Oberherrschaft über die Burg ableitete. Dagegen wehrte sich Bischof Bruno von Kirchberg sehr heftig. Er versuchte, durch den Erwerb von Besitztitel im Umfeld von Ulten seinen Anspruch zu festigen. Dabei übte er auch Druck auf das Kloster Neustift und auf Ita von Marstetten aus. Letztere verzichtet auf ihre Erbansprüche aus dem Ronsbergischen Besitz zugunsten ihres Gatten Berthold von Neiffen. Dieser schenkt den ihm übertragenen Besitzkomplex 1259 dem Brixener Bischof. Dabei ist von einer gleichzeitigen Übergabe des Awenstain antiquus locus municionis super fluvio dicto Ez die Rede. „Ez“ stellt die lateinische Schreibweise des Ortes und der Ache dar, welche sonst meist als „Etz“ angegeben wurden. Der Begriff entstammt dem Althochdeutschen „etzen“ und bedeutet „abweiden“. Offensichtlich war Auenstein im Eigenbesitz des Berthold von Neiffen und wurde von ihm selbst in die Schenkung eingebracht.
Da die Vogteirechte auf das novum castrum St. Petersberg übergegangen waren, wurde Auenstein unwichtig und in der Folge zur Ruine. Dennoch war es Bischof Bruno wichtig, auch diese bedeutungslos gewordene Burg zu bekommen. Bei den im 15. Jahrhundert wieder aufflackernden Brixener Ansprüchen auf St. Petersberg war Auenstein allerdings nicht mehr Gegenstand von Forderungen.

## Auenstein heute
Der hoch über Oetz gelegene Burgplatz liegt im Ortsteil Oetzerau auf einer breiten vom Gletscherschliff geformten Kuppe. Im Norden zur Auerklamm erreicht man kurz vor einer überdachten Holzbrücke eine kleine barocke Kapelle; ganz in der Nähe befinden sich die Reste der Burg Auenstein.
Die Burg wird durch den klammartig eingetieften Stuibenbach halbkreisförmig geschützt. Der Sattel, welcher die Burg mit dem südostseitigen Gegenhang verbindet, zeigt hingegen keine Spuren eines Halsgrabens. Erhalten sind drei parallel laufende Futtermauern, von denen die mittlere an ihrem südlichen Ende rechtwinkelig umbricht und dann im Gelände verläuft. Vermutlich stand hier ein rechteckiger Bau aus der Zeit 1190/1200. Wenig hat sich erhalten von dem rund drei Meter der Mittelmauer vorgelegten Bering. Durch Bewuchs ist die Burgstelle schwer erkennbar.
Im Mittelalter führte hier der kürzeste und deswegen oft begangene Weg direkt vor der Burg Auenstein vom Ötztal über Kühtai in das Sellrain und weiter in das Inntal.